# Fróði Benjaminsen
Fróði Benjaminsen (Toftir, Islas Feroe; 14 de diciembre de 1977) es un futbolista de las Islas Feroe que juega en la posición de defensa y centrocampista. Actualmente juega en el Skála ÍF de la Primera División de las Islas Feroe.

## Carrera

### Club
| Periodo   | Club           |
| --------- | -------------- |
| 1994–2003 | B68 Toftir     |
| 2004      | Fram Reykjavík |
| 2005–2007 | B36 Tórshavn   |
| 2008–2016 | HB Tórshavn    |
| 2017      | Víkingur Gøta  |
| 2018      | NSÍ Runavík    |
| 2019–     | Skála ÍF       |

### Selección nacional
Actualmente cuenta con el récord de la mayor cantidad de partidos con Islas Feroe, y ha sido el capitán desde 2008. En 2015 se había retirado de la selección nacional, sero seguía jugando con el HB Tórshavn en 2016. El 16 de agosto de 2016 Benjaminsen sale de su retiro internacional en un partido ante Hungría en la FIFA World Cup 2018 qualification.

## Logros

### Club
B36 Tórshavn
- Faroese League: 2005[7]
- Faroese Cup: 2006[8]
- Faroese Super Cup: 2007[9]

Havnar Bóltfelag
- Faroese League: 2009, 2010, 2013.[10]
- Faroese Super Cup: 2009,[11] 2010[12]

Víkingur
- Faroese League: 2017
- Faroese Super Cup: 2017

### Individual
- Futbolista del Año de la Effodeildin: 2001, 2009,[13] 2010,[14] 2013[15]
- Mejor Centrocampista de la Effodeildin: 2013[15]
- Equipo del Año 2013[16]